# Мініатюра (живопис)

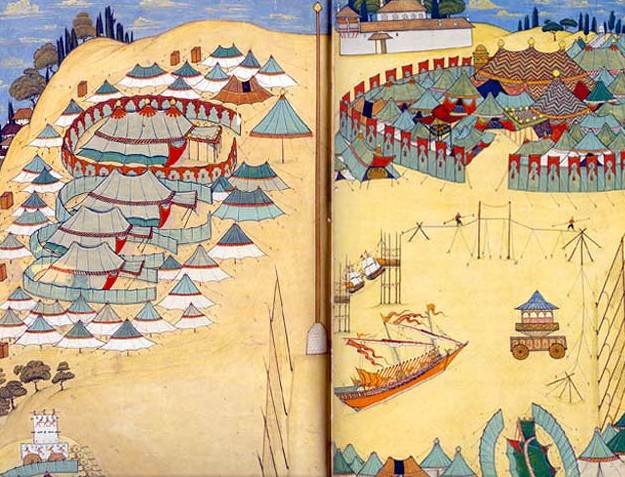
Військовий табір султана, 1720 р. Топкапі Сарай музей, Стамбул.

Мініатюра (фр. miniature, від лат. minium — мініут, сурик, якими в давнину оздоблювали рукописні книги) — твір образотворчого мистецтва невеликого розміру в рукописах, книгах, на полотні, різноманітній тканині тощо, відзначається особливо тонкою технікою виконання візерунків та подій.

## Виникнення

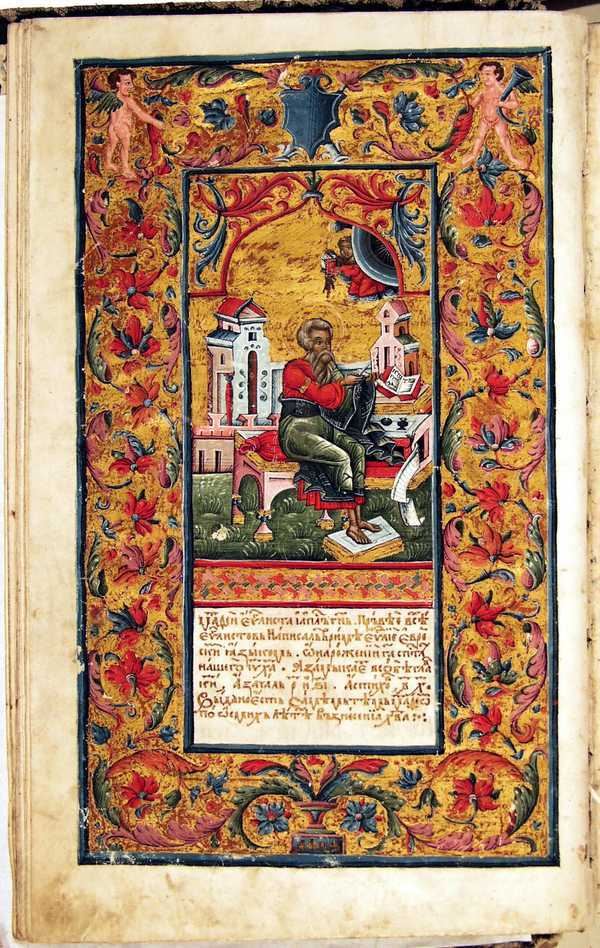
Федуско (?). Мініатюра «Євангеліст Матвій», Пересопницьке Євангеліє (1556 р.)

Мініатюра в живописі виникла в доісторичну епоху і не зникла в сучасності. Адже вона дає змогу відобразити аналог тексту візуальними образами та робить це швидше за текст. Найранішими зі збережених зразків живопису в рукописах є рулони папірусу давньоєгипетської Книги мертвих, сувої Стародавньої Греції та Риму, ілюстровані карти ацтеків, кодекси мая, а також китайські рукописні книги.
В Візантії і Константинополі, де були зосереджені значні художні сили, мініатюри малювали на пергаменті, а тло викладали золотом. Мініатюра Візантії була тісно пов'язана з іконописом, канонами та вимогами церкви. В ній переважали релігійні сюжети та зображення імператорських родин, іноді з точним відтворенням портретних рис.

Король на будівництві храму. Мініатюра з англійського рукопису Житіє Св. Оффара, до 14 ст.

В Західній Європі доби середньовіччя мініатюра часто слугувала засобом ілюстрації лише однієї книги — Біблії. Тільки в добу пізнього середньовіччя коло тем мініатюр розширилося і додалися замальовки значних історичних подій (король дарує закони, побудова кафедрального собору міста, колесо Фортуни, побутові сцени, пов'язані із сезонами, ілюстрації до міфологічних сцен). Це пов'язане з існуванням в Західній Європі низки мистецьких центрів, відірваних один від одного навіть в межах одної держави, і, відповідно, від впливів відомих майстрів та обмежувальних настанов церкви, канонів на зразок візантійських. Сміливість мініатюристів Франції 13—15 ст., не обмежених сталими канонами, затьмарювала винахідливість та майстерність тогочасних художників і навіть художників раннього французького відродження (мініатюри невідомого з рукопису з Австрійської національної бібліотеки, мініатюри Еврара де Конті 1401 року з Національної бібліотеки Франції тощо). Діапазон зображень — від побудови готичних соборів до гріховних пестощів в ліжку.

## За країнами

### Ісламські країни

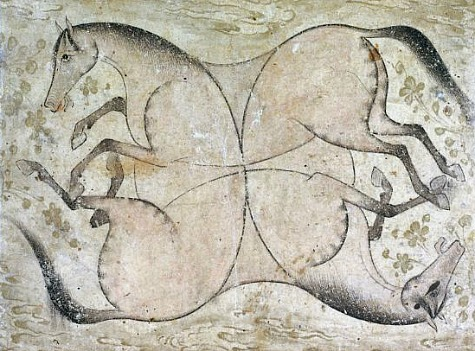
Перський анонім. «Коні перевертні». Персія 17 ст.

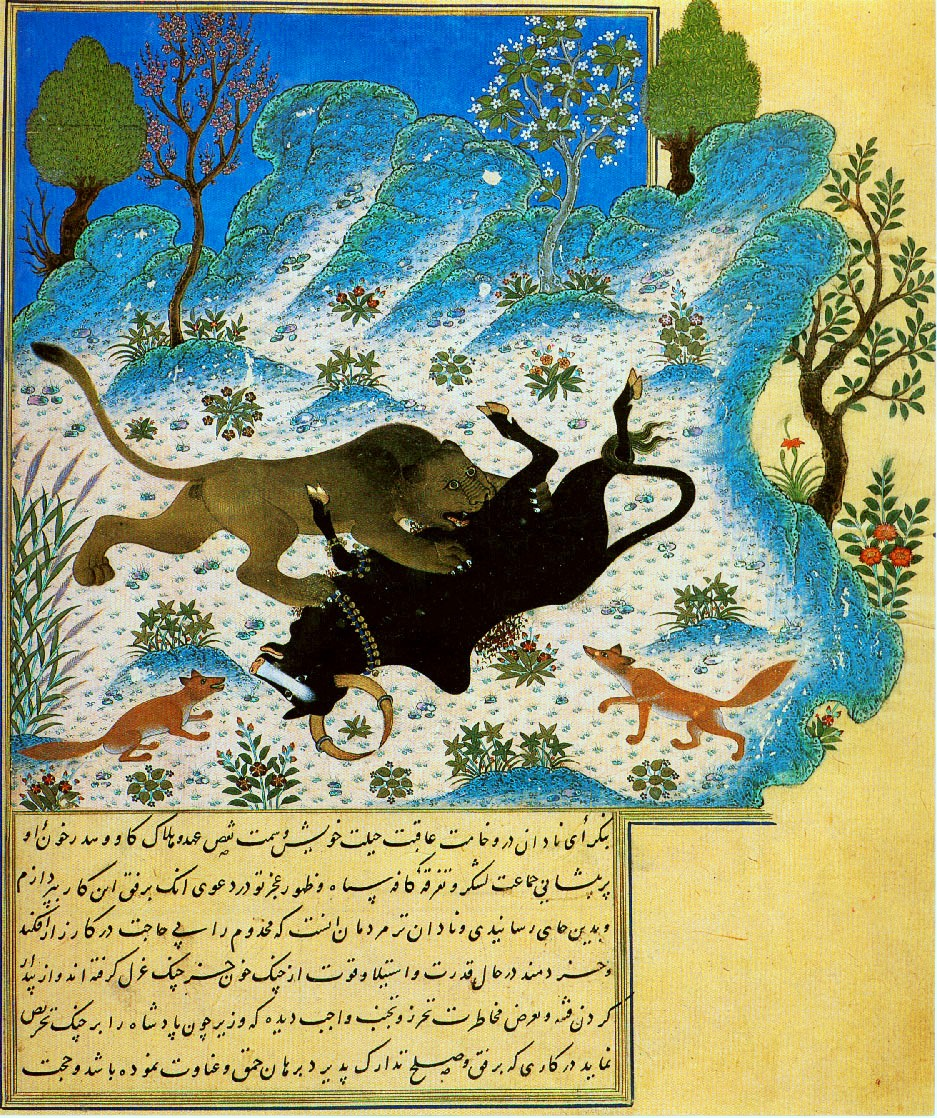
Лев уполював буйвола. «Каліла і Дімна», Герат, 1429 р. Топкапи Сарай, Стамбул.

Мініатюри роблять в центрах виготовлення рукописів при монастирях, що були осередками освіти. В Персії мініатюри малювали в царських чи губернаторських бібліотеках — кітабхане — що водночас були й бібліотеками, і майстернями з виготовлення рукописів. Через деякий час пройшов розподіл на різних фахівців з виготовлення рукописів. Одні виготовляли матеріали, другі писали тексти, а мініатюри робили обдаровані в малюванні майстри. Довгий час використовували водорозчинні мінеральні фарби.
Арабські мініатюри в рукописах тісніше пов'язані з текстом і мистецтвом каліграфії. В багатьох випадках текст може займати середину аркуша, витісняючи зображення на узбіччя або навпаки. Текст буває окресленим геометричними межами, тоді як зображення виривається за прямокутні рами, стає асиметричним, що додає мініатюрам більшої виразності(«Лев уполював буйвола», Герат, 1429 р., «Бахрам на полюванні», «Хамсе» Аміра Діхлаві, 1496 р., «Візит родичів до Маджнуна», «Маджнун і Лайлі», 1496 р., «Лайлі і Маджнун в пустелі», початок 16 ст., «Зустріч шаха з дервішем на полюванні», «Шах та дервіш», 1538 р.)
Найбільше уславились середньовічні мініатюри Персії, де працювала ціла низка талановитих художників-мініатюристів і виробилась стала художня традиція. На відміну від середньовічної Європи, мистецтво мініатюри в Персії було більш вільним від релігійних сюжетів, а художники робили їх до книжок, різних за тематикою. За однією з гіпотез, стінописи доби Сасанідів в Пенджикенті теж були ілюстраціями до епоса, який читали вголос в цій залі. Крім того, перська мініатюра доволі швидко відірвалась від книги й мала більш-менш самостійне значення. А її сюжети більш різноманітні й часто мають світський характер(сцени полювання, малюнки до життя Іскандера (Александра Македонського), любовні та сексуальні сцени, світлини до поетичних збірок відомих поетів).
В країнах мусульманського регіону мініатюра була значно поширена в Персії та Індії, менше в державах, де тепер сучасні Туреччина, Єгипет, Ірак.
Особливі галузі арабомовних мініатюр — світлини зі сценами кохання, світлини до наукових і медичних трактатів та світлини з візуальними фокусами (Перський анонім. «Коні перевертні». Персія 17 ст., «Колесо часу», індійська мініатюра 19 ст., мініатюри з темами, що нагадують арчімбольдесок, абсолютно самостійні в сюжетах і незалежні від творів Арчімбольдо чи його західноєвропейських послідовників). Подерті та засмальцьовані, вони не одразу потрапляли до рук знавців і поціновувачів витворів мистецтва, здатних зберігати та передати майбутнім поколінням зразки образотворчого мистецтва азійських країн. Однак, важкою була і доля рукописів з мініатюрами, що потрапляли до рук несвідомих і необізнаних володарів чи купців. Знаючи про зацікавленість освічених європейців в мініатюрах, торговці видирали аркуші мініатюр з рукописів, знищуючи самі рукописи.

## Зразки мініатюр

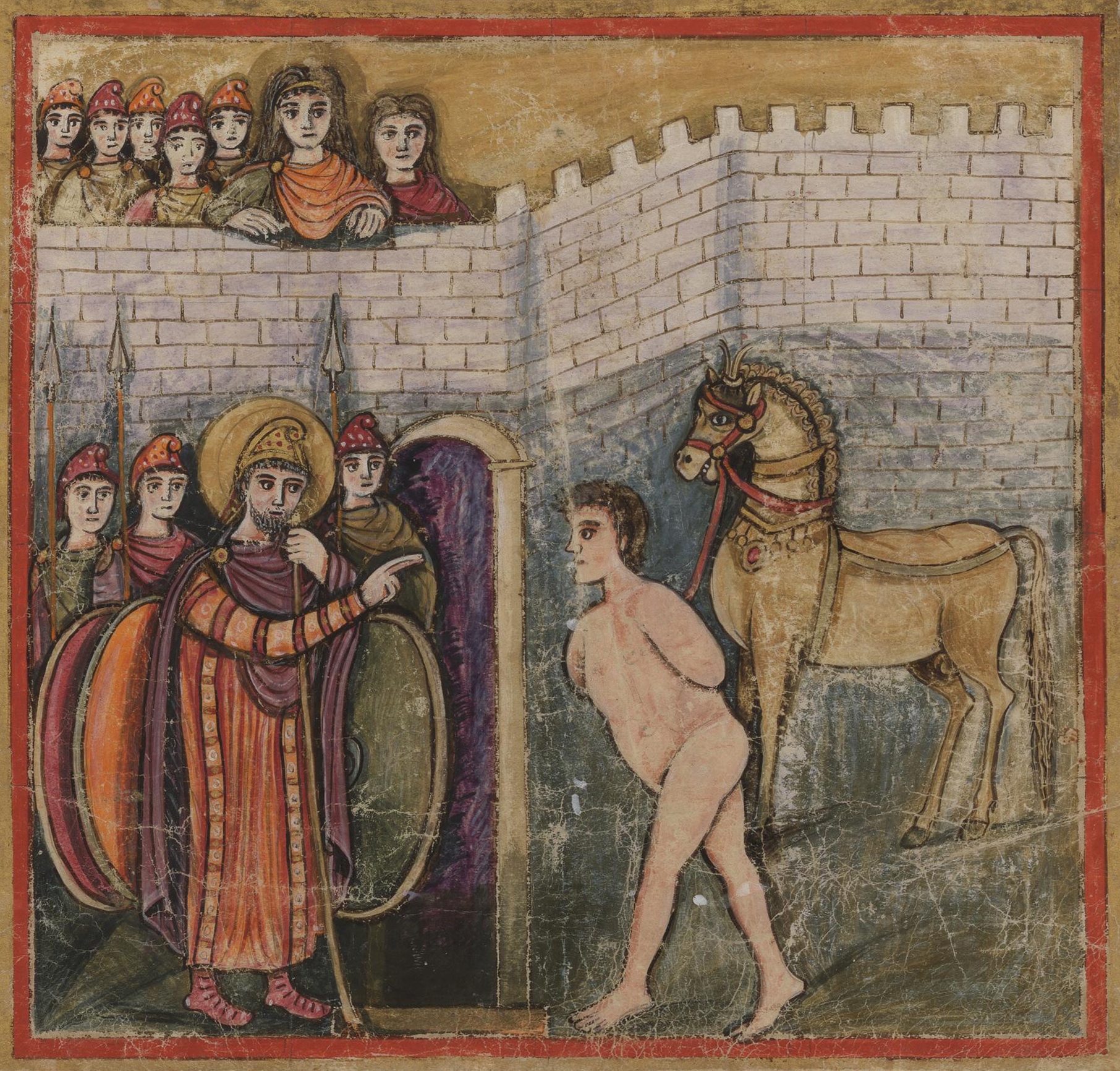
Мініатюра Троянський кінь з рукопису Vergilius Romanus, початок V ст.
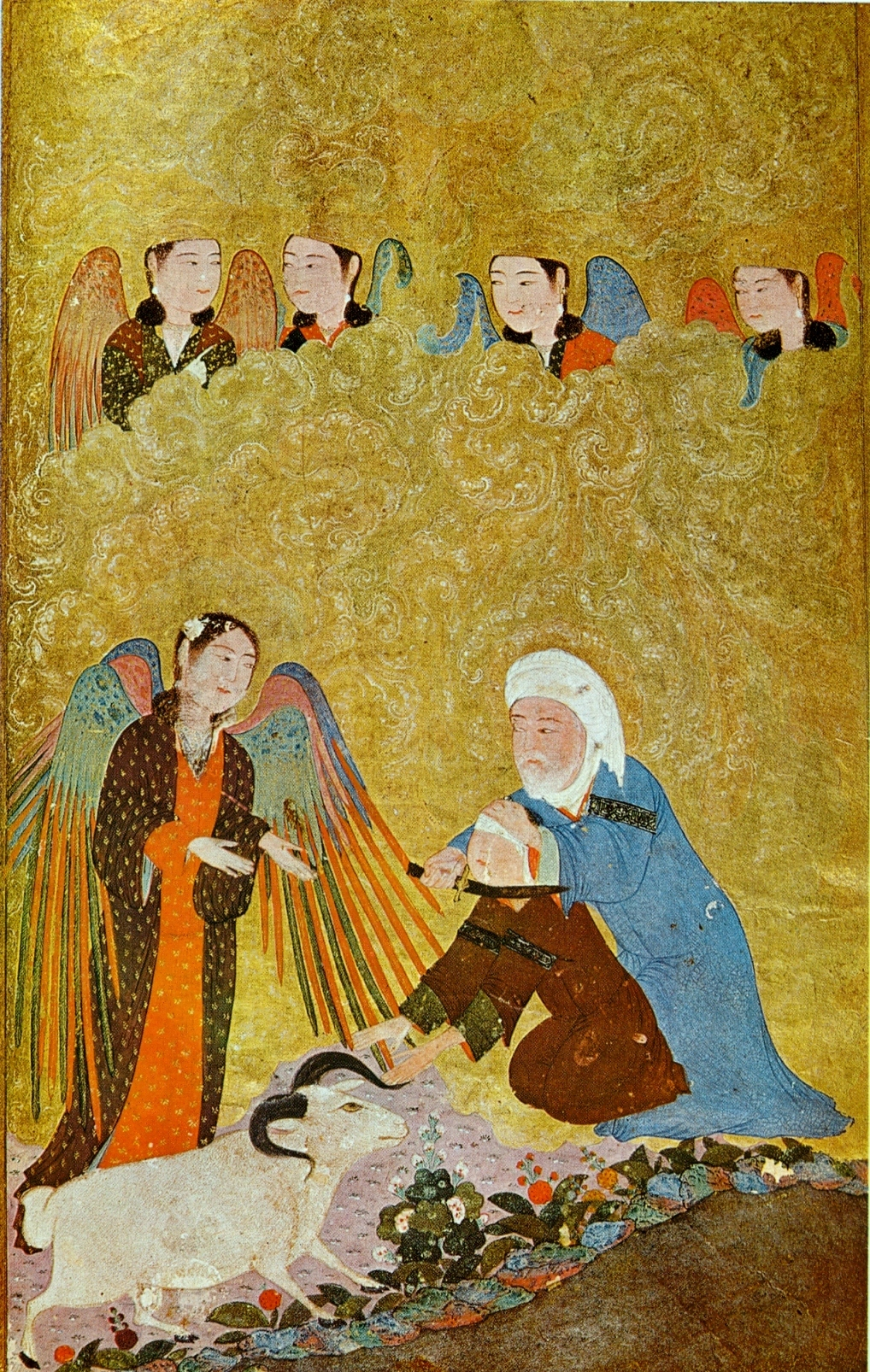
Жертвоприношення Ібрахіма (Авраама), «Тімурідська антологія», Шираз, 1411 р. Музей Гюльбекяна, Лісабон.
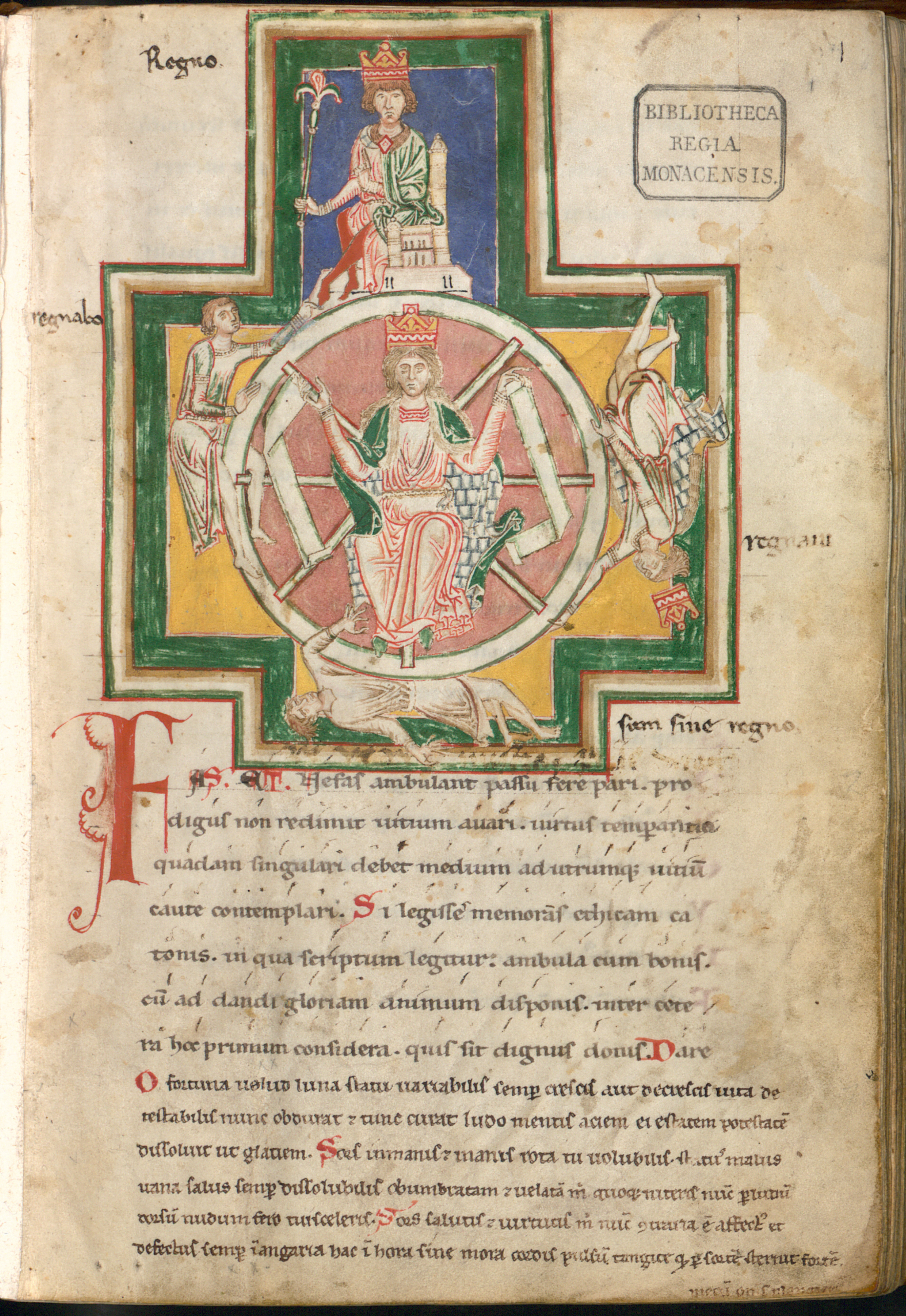
Колесо Фортуни, мініатюра рукопису Carmina Burana, XIII століття, Мюнхен.
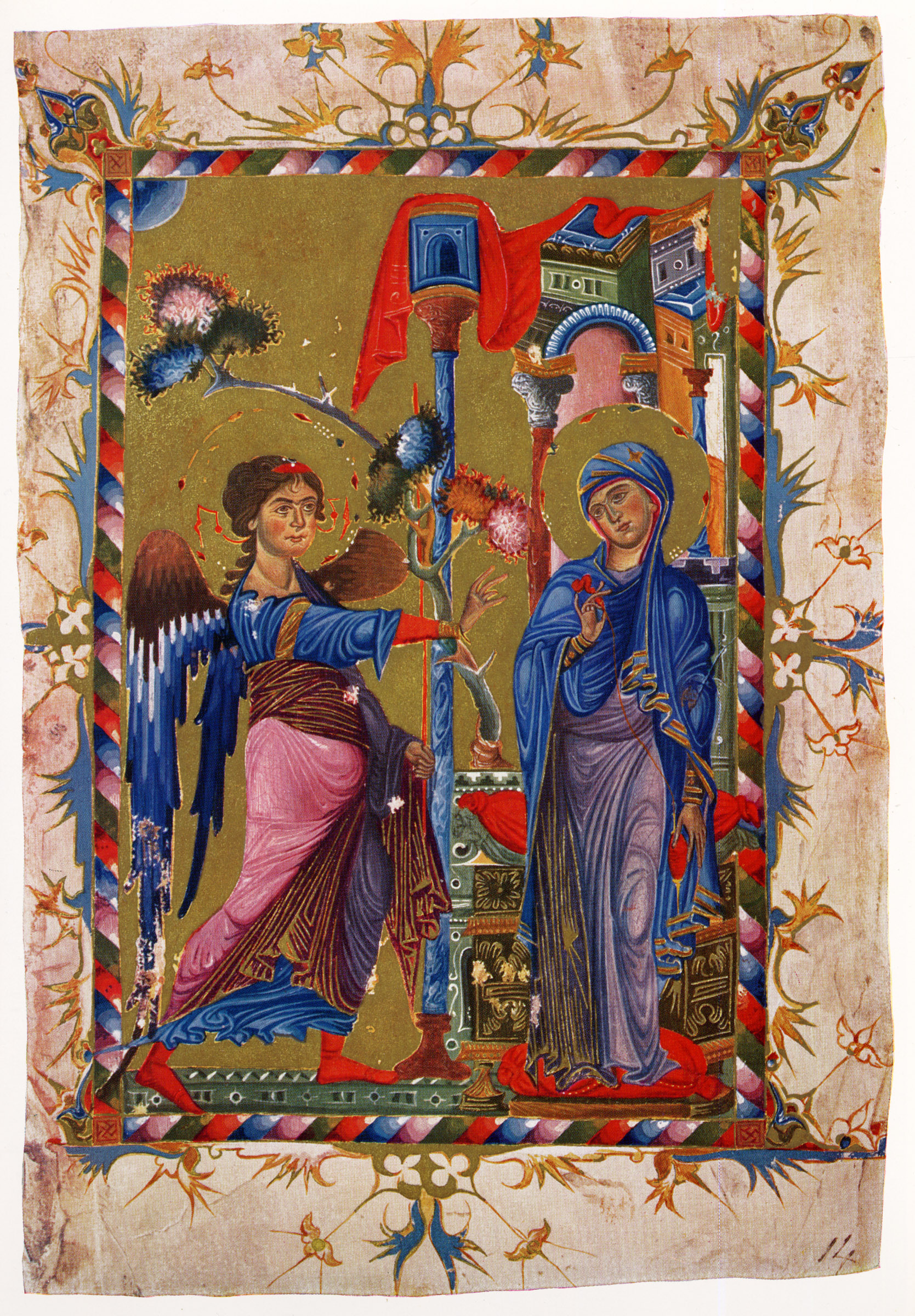
Мініатюра XIII століття, Кілікія.
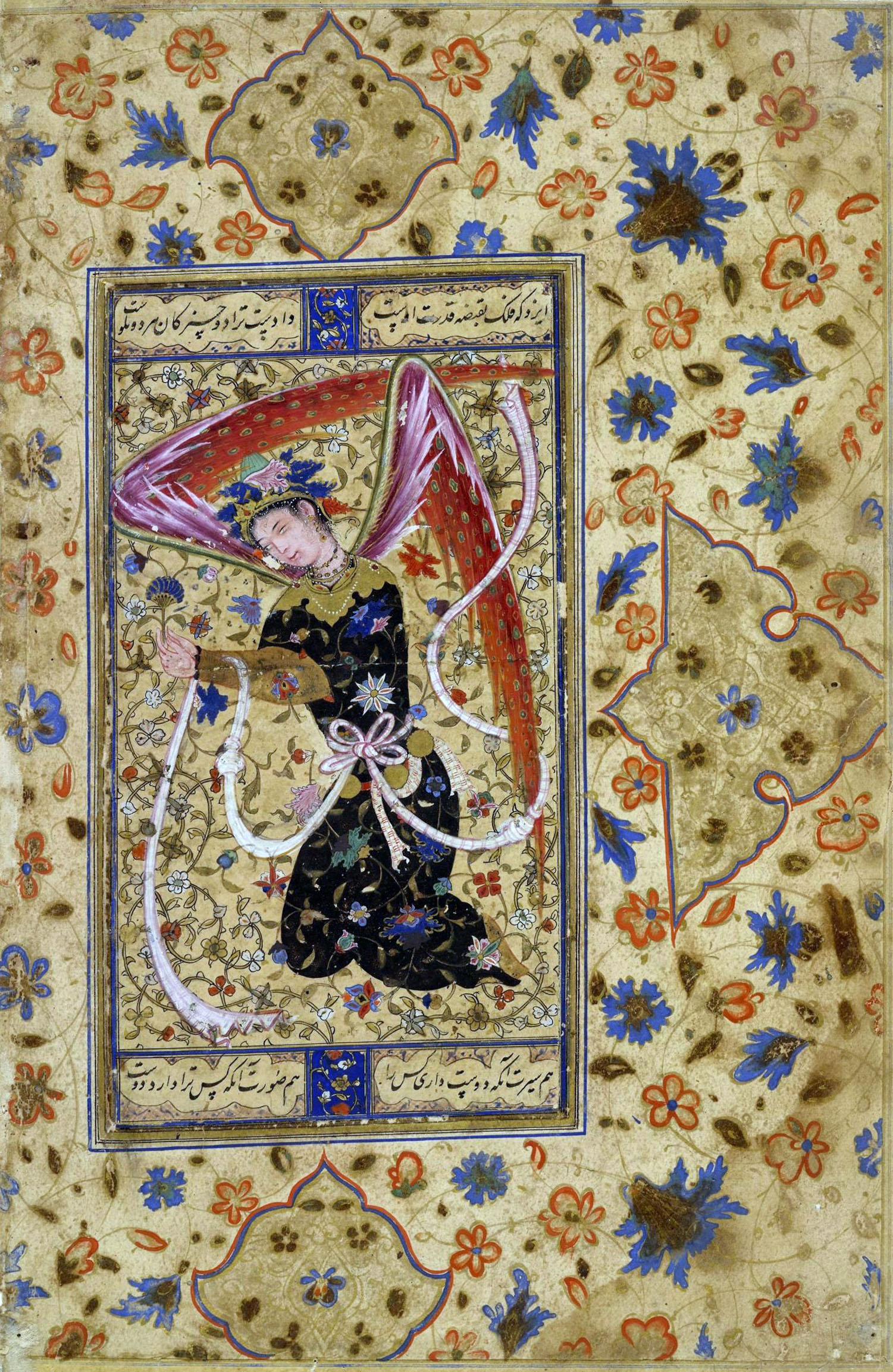
Янгол.Мініатюра з Персії 1555 р. Британський музей, Лондон.
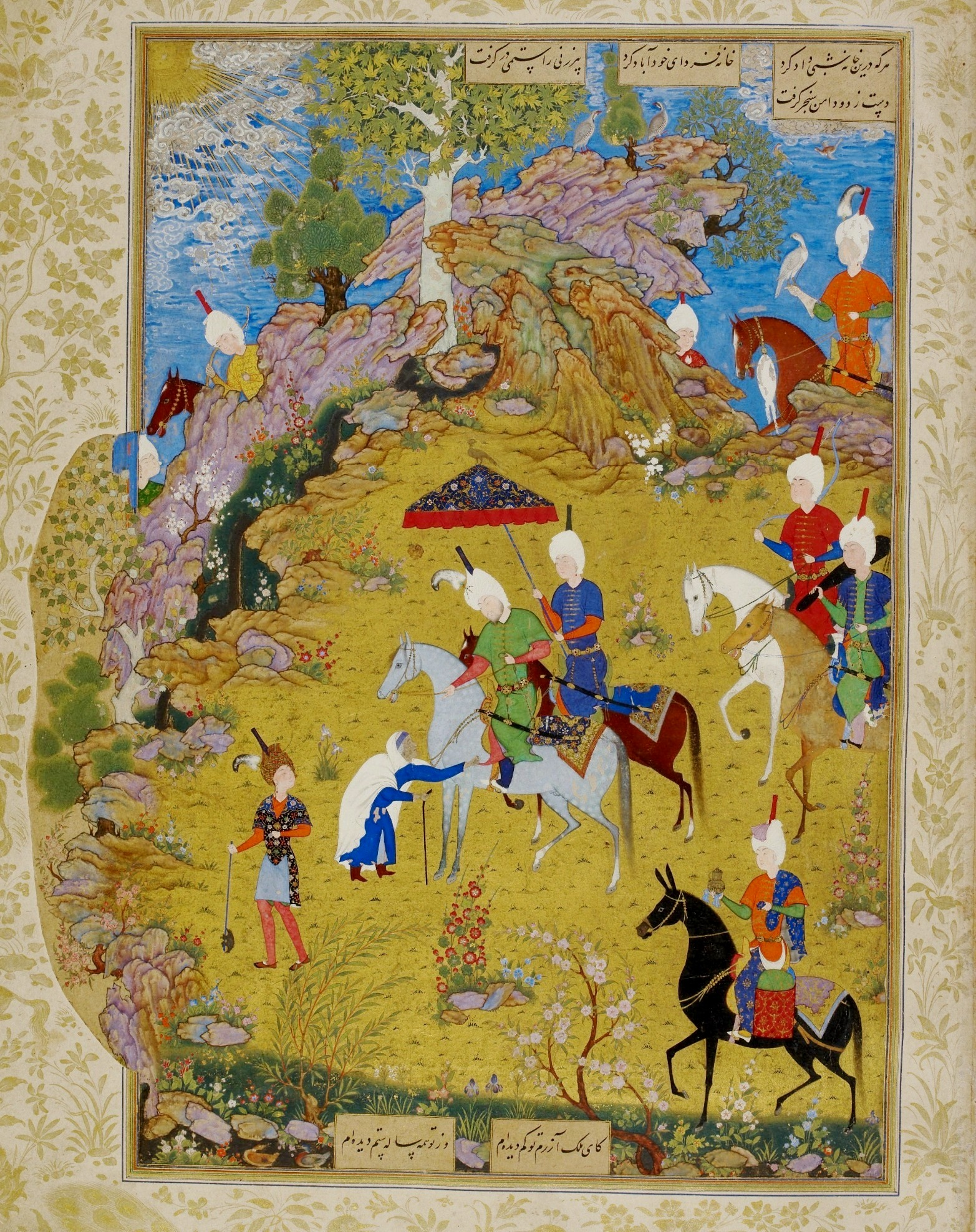
Султан Санджар і стара, перський художник Султан Мухаммед, «Хамса» Нізамі, 1539-1543 роки, Британська бібліотека, Лондон

## Приклади
- Вірменська мініатюра
- «Livro do Armeiro-Mor» (1509)
- «Генеалогія королів Португалії» (1530—1534)
- Радзивіллівський літопис (XV ст.)
- Пересопницьке Євангеліє (1556—1561)